# Герард, Логгин Иванович
Логгин Иванович Герард (? — 1807) — генерал-майор Русской императорской армии, участник Наполеоновских войн. Брат инженер-генерал-лейтенанта Фёдора Герарда и генерал-майора Антона Герарда.

## Биография
Сын инженера, тайного советника Ивана Кондратьевича Герарда (1720—1808).
В военную службу вступил в 1774 году.
В 1789 году был произведён в секунд-майоры, в 1790 году — в премьер-майоры, в 1792 году — в подполковники. В 1797 году получил сразу два чина — полковника и генерал-майора, однако затем императором Павлом I был отправлен в отставку (как импульсивные производства в чин, так и импульсивные отставки были весьма характерны для императора Павла). 
С открытием кампании 1805 года Герард вернулся на службу и был зачислен в Малороссийский гренадерский полк. С этим полком Герерд сражался с французами в Австрии. За отличие в этой кампании он 12 января 1806 года был награждён орденом св. Георгия 3-й степени (№ 126 по кавалерскому списку Григоровича — Степанова)
В воздаяние отличнаго мужества и храбрости, оказанных в бывшем против французских войск сражении 30-го октября при Креймсе, где распоряжениями своими способствовал к одержанию над неприятелем победы.
Перед началом Русско-турецкой войны Герард был назначен генерал-квартирмейстером Подольской армии. С 24 августа по 11 октября 1806 года был шефом Вильманстрандского мушкетёрского полка.
11 октября 1806 года Герард получил в командование Малороссийский гренадерский полк, причём с 8 января 1807 года был полковым шефом. В том же 1807 году он сражался с турками под Измаилом и Хотиным, однако в походе был недолго, поскольку скоропостижно скончался 23 августа.